# 勒苏语
勒苏语或散苏语是一种在中国云南省新平彝族傣族自治县、金平苗族瑶族傣族自治县、镇沅彝族哈尼族拉祜族自治县、峨山彝族自治县（称作「山苏」）和元江哈尼族彝族傣族自治县（称作「散苏」）使用的一種彝语類型。
勒苏（自称：ɬɛɾ55 sɨ55 pʰa21；外名：ɬɛɾ55 sɨ55 pʰo21；so33 su33 pʰa21内名据《云南民族识别参考资料》(1955)）在新平县、元江县和峨山县的13个乡（50个街道和143个村）分布的4,040户15,737人使用(许鲜明与白碧波2013:1)。